# Перрі Тауншип (округ Мерсер, Пенсільванія)
Перрі Тауншип (англ. Perry Township) — селище (англ. township) в США, в окрузі Мерсер штату Пенсільванія. Населення — 1332 особи (2020).

## Демографія
Згідно з переписом 2010 року, у селищі мешкали 1453 особи в 588 домогосподарствах у складі 427 родин. Було 859 помешкань
Расовий склад населення:
| - 98,9 % — білих - 0,4 % — азіатів - 0,1 % — корінних американців - 0,1 % — чорних або афроамериканців |

До двох чи більше рас належало 0,5 %. Частка іспаномовних становила 0,3 % від усіх жителів.
За віковим діапазоном населення розподілялося таким чином: 22,0 % — особи молодші 18 років, 58,8 % — особи у віці 18—64 років, 19,2 % — особи у віці 65 років та старші. Медіана віку мешканця становила 47,2 року. На 100 осіб жіночої статі у селищі припадало 103,8 чоловіків;  на 100 жінок у віці від 18 років та старших — 102,5 чоловіків також старших 18 років.
Середній дохід на одне домашнє господарство  становив 52 168 доларів США (медіана — 44 028), а середній дохід на одну сім'ю — 58 710 доларів (медіана — 49 145). Медіана доходів становила 41 667 доларів для чоловіків та 29 583 долари для жінок. За межею бідності перебувало 9,1 % осіб, у тому числі 17,5 % дітей у віці до 18 років та 5,2 % осіб у віці 65 років та старших.
Цивільне працевлаштоване населення становило 646 осіб. Основні галузі зайнятості: виробництво — 23,7 %, освіта, охорона здоров'я та соціальна допомога — 20,6 %, роздрібна торгівля — 13,9 %, мистецтво, розваги та відпочинок — 10,7 %.